# Стивенсон, Роберт Льюис
Ро́берт Лью́ис Бэ́лфур Сти́венсон (англ. Robert Louis Balfour Stevenson; 13 ноября 1850, Эдинбург — 3 декабря 1894, Уполу, Самоа) — шотландский писатель и поэт, автор приключенческих романов и повестей, крупнейший представитель неоромантизма. 

## Биография

### Детство и юность
Родился 13 ноября 1850 года в Эдинбурге, в семье Томаса Стивенсона (1818—1887), потомственного инженера, одного из основателей научной метеорологии. Получив при крещении имя Роберт Льюис Бэлфур, 18-летним отказался от Бэлфур (девичьей фамилии матери).
Ещё в три года заболел крупом, что привело к серьёзным последствиям. По мнению большинства биографов, Стивенсон страдал тяжёлой формой туберкулёза лёгких (по утверждению Э. Н. Колдуэлла, ссылавшегося на мнения врачей, лечивших или осматривавших писателя, — тяжёлой болезнью бронхов). Прогрессированию бронхо-лёгочного заболевания способствовало раннее пристрастие к курению, которое с годами лишь усиливалось.
Среднее образование получил в Эдинбургской академии, высшее — в Эдинбургском университете, где сначала учился на инженера. В 1871 году получил серебряную медаль на конкурсе Шотландской академии за работу «Новый вид проблескового огня для маяков», после чего неожиданно для всех перешёл на юридический факультет, который окончил в 1875 году.
В студенческие годы хотел жениться на Кэт Драммонд, певице из ночной таверны, но не сделал этого под давлением отца.
Первая публикация Стивенсона (1866) — очерк «Пентландское восстание. Страница истории, 1666 год» — брошюра, изданная тиражом в сто экземпляров на деньги отца. Уже тогда проявился большой интерес Стивенсона к истории родной Шотландии. В 1873 году вышел очерк «Дорога», носивший просто символическое название (несмотря на болезнь, Стивенсон много путешествовал).

### Годы зрелости
В 1876 году Стивенсон вместе с другом Уильямом Симпсоном совершил путешествие на байдарках по рекам и каналам Бельгии и Франции. Во французской деревне Барбизон, которая стала центром Барбизонской художественной школы, основанной тогда уже покойным Теодором Руссо, куда благодаря железнодорожному пути из Парижа в городскую общину приезжали молодые английские и американские художники, Стивенсон познакомился с Фрэнсис (Фанни) Матильдой Осборн. Эта замужняя женщина, бывшая старше Стивенсона на десять лет, увлекалась живописью и поэтому находилась среди художников. Вместе с ней в Барбизон приехали шестнадцатилетняя дочь (будущая падчерица Изабэль Осборн, впоследствии писавшая произведения Стивенсона под диктовку) и девятилетний сын (будущий пасынок и соавтор писателя Ллойд Осборн).
Вернувшись в Эдинбург, Стивенсон выпустил книгу очерков «Путешествие внутрь страны» (1878). За год до этого он опубликовал в журнале «Темпл Бар» своё первое художественное произведение — рассказ «Ночлег Франсуа Вийона». В 1878 году, снова находясь во Франции, Стивенсон пишет объединённые одним героем циклы рассказов «Клуб самоубийц» и «Алмаз раджи», которые с июня по октябрь под названием «Современные тысяча и одна ночь» печатает в журнале «Лондон». Через четыре года серию рассказов (под названием «Новые тысяча и одна ночь») удаётся издать отдельной книгой.
Закончив рассказы о принце Флоризеле (Флоризель, принц Богемии, — кстати, один из героев «Зимней сказки» Шекспира), Стивенсон совершил ещё одно путешествие — в места, где в XVIII веке вели партизанскую войну французские протестанты. В июне 1879 года он издал книгу «Путешествие с ослом» (осёл, тащивший поклажу, был его единственным спутником). В начале XX века эту книгу молодые литераторы называли «Путешествие с Сидни Колвином», не одобряя то, как близкий друг покойного Стивенсона готовил к изданию четырёхтомное издание писем последнего, которые подверг настоящей цензуре.
В августе 1879 года Стивенсон получил из Калифорнии письмо от Фанни Осборн. Это письмо не сохранилось; предполагается, что она сообщала о своей тяжёлой болезни. Приехав в Сан-Франциско, он не застал там Фанни; измученному долгой и сложной поездкой писателю пришлось отправиться в Монтерей, куда она переехала. 19 мая 1880 года Стивенсон обвенчался в Сан-Франциско с Фанни, которой удалось развестись с мужем. В августе, вместе с ней и её детьми, он отплыл из Нью-Йорка в Ливерпуль. На корабле Стивенсон писал очерки, составившие книгу «Эмигрант-любитель», а, вернувшись, создал повесть «Дом на дюнах».
Стивенсон давно хотел написать роман, даже пытался начать, но все его замыслы и попытки ни к чему не приводили. Глядя, как его пасынок что-то рисует, отчим сам увлёкся и сделал карту придуманного острова. В сентябре 1881 года он начал писать роман, который первоначально хотел назвать «Судовой повар». Написанное он читал своим родным. Отец Стивенсона предложил сыну ввести в книгу сундук Билли Бонса и бочонок с яблоками.
Когда с первыми главами и общим замыслом познакомился владелец детского журнала «Янг Фолкс», он с октября начал печатать роман в своём журнале (под псевдонимом «капитан Джордж Норт» и не на первых страницах). В январе 1882 года публикация «Острова сокровищ» закончилась, но успеха автору не принесла. В редакцию журнала приходило немало возмущённых писем. Первое книжное издание вышло (уже под настоящим именем) только в ноябре 1883 года. Тираж разошёлся не сразу, но успех второго издания, как и третьего, иллюстрированного, был бесспорным. «Остров сокровищ» (Treasure Island) принёс Стивенсону мировую славу (так, первый русский перевод был сделан уже в 1886 году), стал образцом классического приключенческого романа. В 1884—1885 годах Стивенсон писал для «Янг Фолкс» историко-приключенческий роман «Чёрная стрела» («The Black Arrow»; книжное издание вышло в 1888 году, русский перевод — 1889). Роман Стивенсона «Принц Отто» («Prince Otto») вышел книжным изданием в 1885 году (русский перевод — 1886), в том же году увидел свет сборник рассказов «И ещё новые тысяча и одна ночь» («Динамитчик»).
Стивенсон долго серьёзно не относился к своим стихам и не предлагал их издателям. Однако, женившись, вернувшись из США на родину, он сочинил 48 стихотворений, вызванных воспоминаниями о детстве, составил сборник «Свистульки» («Penny Whistles»), отпечатал в типографии несколько экземпляров для друзей (среди друзей Стивенсона были Генри Джеймс, шотландский писатель Сэмюэль Крокет) и на этом остановился. Вернулся он к стихам через несколько лет, когда сильно болел, переработал сборник и выпустил в 1885 году под другим названием. Сборник, вышедший в России в 1920 году (и в сокращении) как «Детский цветник стихов» (существуют другие русские переводы названия), стал классикой английской поэзии для детей. Через два года Стивенсон выпустил второй поэтический сборник (уже для взрослых) и назвал его «Подлесок» («Underwoods»), позаимствовав это название у Бена Джонсона. «Мои стихи не лес, а подлесок, — пояснял он сам, — но в них присутствует смысл и их можно читать».
В 1885 году Стивенсон прочитал во французском переводе роман Ф. М. Достоевского «Преступление и наказание». Впечатление отразилось в рассказе «Маркхейм», откуда уже недалеко было до фантастическо-психологической повести «Странная история доктора Джекила и мистера Хайда» («The Strange Case of Dr. Jekyll and Mr. Hyde»), вышедшей в январе следующего года.
Уже в мае на страницах «Янг Фолкс» появились первые главы «Похищенного» («Kidnapped», русский перевод — 1901), нового приключенческого романа. «Два произведения, столь различные по своей сути, редко выходили из-под пера одного и того же автора даже в гораздо более продолжительные промежутки времени», — писал исследователь творчества Стивенсона Стивен Гвинн. В том же, 1886 году вышло книжное издание. Главный герой «Похищенного» — Дэвид Бэлфор (воспоминание о предках по материнской линии, которые, согласно семейному преданию, принадлежали к клану Макгрегоров, как и Роб Рой Вальтера Скотта).
В 1887 году был опубликован сборник рассказов «Весёлые молодцы и другие истории» («The Merry Men, and Other Tales»), куда вошли рассказы 1881—1885 годов, включая «Маркхейм» и самый первый из шотландских рассказов, «Окаянную Дженет».
На следующий год Стивенсон и его семья отправились путешествовать по южным морям. Одновременно он писал роман «Владетель Баллантрэ», который вышел в 1889 году («The Master of Ballantrae», русский перевод — 1890).

### Последние годы на Самоа
С 1890 года Стивенсон жил на островах Самоа. Тогда же вышел сборник «Баллады». 
У Стивенсона был собственный двухэтажный деревянный дом в деревне Ваилима. Местные жители проложили к дому дорожку, назвав её «Тропа любящих сердец». Впоследствии в доме находилась резиденция местных властей.
На Самоа были написаны повести, составившие сборник «Вечерние беседы на острове» (Island Night’s Entertainments, 1893, рус. пер. 1901); продолжение «Похищенного», «Катриона» (Catriona, 1893, в журнальной публикации — «Дэвид Бэлфур», русский перевод — 1901); «Сент-Ив» (St. Ives, окончен после смерти Стивенсона Артуром Квиллером-Кучем, 1897, русский перевод — 1898). Все эти (как и прежние) романы отличаются сочетанием увлекательных авантюрных сюжетов, глубокого проникновения в историю и тонкой психологической проработки персонажей. Последний роман Стивенсона «Уир Гермистон» (Weir of Hermiston, 1896), который, как  считал автор, будет его лучшей работой, остался неоконченным.
Вместе со своим пасынком Ллойдом Осборном Стивенсон написал романы из современной жизни «Несусветный багаж» («The Wrong Box», 1889, русский перевод — 2004); «Потерпевшие кораблекрушение» («The Wrecker», 1892, русский перевод — 1896, этот роман особенно ценил Хорхе Луис Борхес); «Отлив» («The Ebb-Tide», 1894).
Умер Стивенсон 3 декабря 1894 года от инсульта на острове Уполу в Самоа. C утра и до вечера он писал «Уира Гермистона», дойдя почти до середины. Потом спустился в гостиную, пытался развлечь жену, которая была в мрачном настроении. Собрались ужинать, Стивенсон принёс бутылку бургундского. Внезапно он схватился за голову и крикнул: «Что со мной?» К началу девятого его уже не было в живых.
Самоанцы, называвшие Стивенсона Тузиталой («рассказчиком»; писатель рассказывал им, например, историю о сатанинской бутылке, отражённую потом в сказочной повести из сборника «Вечерние беседы на острове»), подняли его, покрытого британским флагом, на вершину горы Веа, где и похоронили. Могила сохранилась, над ней — прямоугольное бетонное надгробие, на котором написаны восемь строк из «Реквиема» Стивенсона.

## Популярность Стивенсона в России
На русский язык произведения Стивенсона переводили Константин Бальмонт, Валерий Брюсов, Юргис Балтрушайтис, Владислав Ходасевич, Осип Румер, Игнатий Ивановский, Иван Кашкин, Н. К. Чуковский. Пользуется большой популярностью в России, многократно переиздавалась и иллюстрировалась баллада «Вересковый мёд» в переводе Самуила Маршака.
Леонид Борисов описал жизнь Стивенсона в романе «Под флагом Катрионы» (1957).

## Издания
- The works, v. 1—35, L., 1923—1924
- The works, v. 1—30, L., 1924—1926
- Стивенсон Р. Л. Полное собрание романов, повестей и рассказов. Кн. 1—20. — СПб.: Изд-во П. П. Сойкина, 1913—1914. (переиздано в 1994)
  - Кн. 1. Сент-Ив.
  - Кн. 2. Чёрная стрела.
  - Кн. 3. Новые арабские ночи (Клуб самоубийц. Бриллиант раджи. Павильон на холме. Ночлег. Дверь Сира де Малетруа. Провидение и гитара. Похитители трупов).
  - Кн. 4. Тайна корабля.
  - Кн. 5. Мастер Баллантрэ.
  - Кн. 6. Похищенный.
  - Кн. 7. Путешествие внутрь страны. Вечерние беседы на острове.
  - Кн. 8. Катриона.
  - Кн. 9. Весёлые ребята и другие рассказы.
  - Кн. 10. Принц Отто. Странная история доктора Джекиля и мистера Хайда.
- Стивенсон Р. Л. Собрание сочинений в 5 т. — М.: Правда, 1967 (серия "Библиотека «Огонёк»)
- Стивенсон Р. Л. Собрание сочинений в 5 т. — М.: Правда, 1981, 600 000 экз. (серия "Библиотека «Огонёк». Зарубежная классика)
- Стивенсон Р. Л. Собрание сочинений в 8 т. — М., 2002—2003.
- Стивенсон Ф., Стивенсон Р. Л. Четыре года на Самоа. — М.: Главная редакция восточной литературы издательства «Наука», 1989.
- Стивенсон Р. Л., Осборн Л. Несусветный багаж. — Новосибирск, 2004.
- Стивенсон Р. Л. В Южных морях. — СПб., 2005
- Стивенсон Р. Л. Владетель Баллантрэ. Рассказы и повести. — М.: Правда, 1987.

## Экранизации
- 1908 — Доктор Джекил и мистер Хайд
- 1909 — Клуб самоубийц
- 1912 — Остров сокровищ
- 1913 — Доктор Джекилл и мистер Хайд
- 1913 — Современные Джекил и Хайд
- 1914 — Клуб самоубийц
- 1915 — Ужасный Хайд
- 1917 — Похищенный
- 1918 — Остров сокровищ
- 1920 — Белый круг
- 1920 — Голова Януса
- 1920 — Доктор Джекил и мистер Хайд
- 1920 — Остров сокровищ
- 1931 — Доктор Джекил и мистер Хайд
- 1932 — Доктор Джекил и мистер Хайд
- 1934 — Остров сокровищ
- 1937 — Остров сокровищ
- 1938 — Похищенный
- 1941 — Доктор Джекил и мистер Хайд
- 1945 — Похититель тел
- 1947 — Доктор Джекил и мистер мышь
- 1947 — Остров приключений
- 1948 — Похищенный
- 1949 — Тайна Сент-Ива
- 1950 — Джентльмен Джекил и шофёр Хайд
- 1950 — Остров сокровищ
- 1951 — Остров сокровищ
- 1951 — Странная дверь
- 1952 — Сокровище забытого каньона
- 1952 — Похищенный
- 1953 — Хозяин Баллантрэ
- 1953 — Эбботт и Костелло встречают доктора Джекилла и мистера Хайда
- 1954 — Возвращение на остров сокровищ
- 1955 — Сент-Ив
- 1956 — Похищенный
- 1957 — Остров сокровищ
- 1959 — Два лица доктора Джекила
- 1959 — Остров сокровищ
- 1960 — Похищенный
- 1960 — Сент-Ив
- 1963 — Подрастающие Джекил и Хайд
- 1963 — Похищенный
- 1963 — Вересковый мёд[12].
- 1964 — Проклятие Стоун-Хэнда
- 1966 — Остров сокровищ
- 1967 — Сент-Ив
- 1968 — Остров сокровищ
- 1968 — Странная история доктора Джекила и мистера Хайда
- 1969 — Я — монстр
- 1970 — Клуб самоубийц
- 1971 — Доктор Джекил и сестра Хайд
- 1971 — Животный остров сокровищ
- 1971 — Остров сокровищ
- 1971 — Бриллиант Раджи
- 1971 — Остров сокровищ
- 1971 — Портфель Джекила и Хайда (другие названия: Папка Джекила и Хайда, «Дело» Джекила и Хайда)
- 1971 — Похищенный
- 1972 — Маркхейм
- 1972 — Мужчина с двумя головами (Мужчина с двумя лицами)
- 1972 — Остров сокровищ
- 1973 — Доктор Джекил и мистер Хайд
- 1973 — Остров сокровищ
- 1974 — Клуб самоубийц
- 1974 — Вересковый мёд
- 1978 — Похищенный
- 1979 — Доктор Джекил и милая дама
- 1979 — Клуб самоубийц, или Приключения титулованной особы
- 1981 — Доктор Джекил и женщины
- 1981 — Доктор Джекил и мистер Хайд
- 1982 — Доктор Джекил и мистер Хайд снова вместе
- 1982 — Остров сокровищ
- 1984 — Дом на дюнах
- 1984 — Хозяин Баллантрэ
- 1985 — Остров сокровищ
- 1985 — Странная история доктора Джекила и мистера Хайда
- 1985 — Чёрная стрела
- 1986 — Доктор Джекил и мистер Хайд
- 1986 — Остров сокровищ
- 1986 — Похищенный
- 1987 — Остров сокровищ
- 1987 — Остров сокровищ
- 1988 — Клуб самоубийц
- 1988 — На грани безумия
- 1988 — Остров сокровищ
- 1990 — Джекил и Хайд
- 1990 — Остров сокровищ
- 1992 — Возвращение на остров сокровищ / The Return to Treasure Island
- 1994 — Остров сокровищ: Приключения начинаются
- 1995 — Доктор Джекилл и мисс Хайд
- 1995 — Остров сокровищ
- 1995 — Похищенный
- 1996 — Мэри Рейлли / Mary Reilly
- 1998 — Сент-Ив
- 1999 — Доктор Джекил и мистер Хайд
- 1999 — Павильон / The Pavilion
- 2000 — Пророчество тигра / Dr. Jekyll and Mr. Hyde
- 2000 — Клуб самоубийц / The Suicide Club
- 2001 — Остров сокровищ / Treasure Island
- 2002 — Планета сокровищ / Treasure Planet
- 2002 — Доктор Джекил и мистер Хайд / Dr. Jekyll and Mr. Hyde
- 2003 — Доктор Джекил и госпожа Хайд / Dr. Jekyll & Mistress Hyde
- 2003 — Доктор Джекил и мистер Хайд / Dr. Jekyll and Mr. Hyde
- 2003 — Доктор Джекил и мистер Хайд: Рок-мюзикл / The Dr. Jekyll & Mr. Hyde Rock 'n Roll Musical
- 2005 — Похищенный / Kidnapped
- 2006 — Пираты острова сокровищ / Pirates of Treasure Island
- 2006 — Настоящая история о Джекиле и Хайде / Jekyll + Hyde
- 2006 — Странная история доктора Джекила и мистера Хайда / The Strange Case of Dr. Jekyll and Mr. Hyde
- 2006 — Чёрная стрела / La freccia nera
- 2007 — Остров сокровищ / L'île au(x) trésor(s)
- 2007 — Клуб самоубийц / El club de los suicidas
- 2007 — Сокровища капитана Флинта / Die Schatzinsel
- 2007 — Джекил / Jekyll
- 2008 — Доктор Джекил и мистер Хайд / Dr. Jekyll and Mr. Hyde